# Андай
Анда́й (фр. Hendaye, [ɑ̃daj], исп. Hendaya, ['endaja]) — самый юго-западный город Франции. Расположен у Бискайского залива на этнически баскских территориях департамента Пиренеи Атлантические, в исторической области Лабур. Отделён рекой Бидасоа и островом Фазанов от испанского города Ирун, с которым его соединяет мост. Поезда, проходящие через город, здесь меняют колёса из-за разной ширины колеи в Испании и Франции. Популярный курорт с населением в 14,4 тыс. жит. (2008).
Муниципалитет расположен на расстоянии около 690 км к юго-западу от Парижа, 190 км к юго-западу от Бордо, 115 км к западу от По.

## История
Своим бурным развитием в XIX веке Андай, прежде пограничная крепость, обязан туристам, «открывшим» для себя соседний Биарриц, и примеру таких путешественников, как Антуан д’Аббади, который по проекту Виолле-ле-Дюка построил на взморье виллу-замок и служил местным мэром. Здесь же умер знаменитый автор приключенческих романов Пьер Лоти.
В 1940 г. в Андае состоялась историческая встреча Гитлера и Франко, на которой испанский лидер объявил о намерении соблюдать нейтралитет в ходе разгоравшейся мировой войны.

## Транспорт
Андай — конечная станция линии Ласарте-Ориа — Сан-Себастьян — Андай баскской сети узкоколейных железных дорог EuskoTren. Также город связан с Мадридом скоростными поездами Alvia.